# Ranunculus fraternus
Ranunculus fraternus là một loài thực vật có hoa trong họ Mao lương. Loài này được Schrenk miêu tả khoa học đầu tiên năm 1841.